# ギレスン県
ギレスン県(ギレスンけん、トルコ語: Giresun ili)は、トルコ北部、黒海海岸線、黒海地方の県。西からトラブゾン、ギュミュシュハーネ、エルズィンジャン、スィヴァス、オルドゥの各県と接している。県都はギレスン。

## 土地柄
ギレスンは農業を多く行っていて、丘陵地が多く、自然が豊かで美しい。
黒海海岸沿いの低地地帯は、トルコ最大のヘーゼルナッツの生産地となっており、ギレスンのフォークソングでは「あなたが隣にいなければ、ヘーゼルナッツが喉を通らない」と歌われているくらいに一般的である。その他にもヘーゼルナッツの木の下で射殺された恋人の歌などがある。
山地地帯は森と牧草地になっており、近くでは銅、亜鉛、鉄などが鉱産されている。山岳地帯の村同士は離れており道も細く、その他のインフラも進んでいない。
農業を行うには丘陵地は急勾配であるため、小麦が作れない場合はとうもろこしを作っており、コーンブレッドは伝統的な食品である。このような丘陵地での生活は非常に大変であるために、人々はトルコの大きな都市や外国へ仕事を探しに去ることも多い。
気候は黒海海岸に多く見られるものと同様に非常に高湿度。植物相にはトルコ語でタフランと呼ばれるビルベリーも見られる

## 文化
人口密度が低いために、木工はギレスンで一般的な手工芸である。都市に独特の木工は撹乳器、キュレック(チーズ格納ポット)、スプーンなどである。
また、都市では古くから機織がなされている。ウール、リネン糸、マレリアルは手動の織り機で布にされ、この地方の衣類、ショルダーバッグ、バッグなどになっている。強い糸と編み糸の多くは手織で作られる。
独特の食べ物はコーンスープ(Mısır çorbası)、キャベツスープ(lahana çorbası)、肉詰めキャベツ(Etli lahana sarması)、黒キャベツ(karalahana yemeği or pancar yemeği)、アンチョビピラフ(hamsili pilav)、キャベツピラフ(dible)、kaygana、kuymakなどである
観光に良い山岳部の牧草地帯がデレリにあり、軽登山などが楽しめる。また、デレリでは年に一度の夏、民族祭りが行われている。
アフメト・カヤの歌Micanはこの県の地元の山賊のバラードである。

## 下位自治体
- ギレスン（Giresun）
- アルジュラ（Alucra）
- ブランジャク（Bulancak）
- チャモルク（Çamoluk）
- チャナクチュ（Çanakçı）
- デレリ（Dereli）
- ドアンケント（Doğankent）
- エスピイェ（Espiye）
- エイネスィル（Eynesil）
- ギョレレ（Görele）
- ギュジェ（Güce）
- ケシャップ（Keşap）
- ピラズィズ（Piraziz）
- シェビンカラヒサール（Şebinkarahisar）
- ティレボル（Tirebolu）
- ヤールデレ（Yağlıdere）